# Specklinia alata
Specklinia alata är en orkidéart som först beskrevs av Achille Richard och Henri Guillaume Galeotti, och fick sitt nu gällande namn av Rodolfo Solano Gómez och Soto Arenas. Specklinia alata ingår i släktet Specklinia och familjen orkidéer. Inga underarter finns listade i Catalogue of Life.